# Gorąca linia (film 1965)
Gorąca linia – polski film obyczajowy z 1965 roku, w reżyserii Wandy Jakubowskiej. Pierwowzorem scenariusza do filmu było opowiadanie autorstwa Jana Pierzchały pt. Dzień z nocą na trzy podzielony.

## Opis fabuły
Inżynier Przybora dostaje zadanie - ma zbudować nowoczesną i bezpieczną kopalnię. Natrafia jednak na bardzo dużo przeciwności. Biurokracja, kumoterstwo i brak wiary w to, co się robi - to tylko niektóre z przeszkód. Kiedy już wydaje się, że nic z tego nie wyjdzie, inżynier doprowadza sprawę do końca. Niespodziewanie otrzymuje jeszcze jedno zadanie.

## Obsada aktorska[a]
- Lech Skolimowski (inżynier Karol Przybora)
- Joanna Szczerbic (Małgosia, narzeczona Przybory)
- Jerzy Przybylski (inżynier Władysław Snap, zastępca dyrektora kopalni)
- Bolesław Płotnicki (Augustyn, sekretarz POP na kopalni)
- Andrzej Kopiczyński (górnik Witalis)
- Kazimierz Fabisiak (wiceminister Larysz)
- Tadeusz Kalinowski (Andrzej Zyms, sekretarz komitetu powiatowego PZPR)
- Marta Lipińska (Wrzosówna, narzeczona Witalisa)
- Antoni Jurasz (górnik Konrad Jojko)
- Włodzimierz Wilkosz (górnik Wina)
- Andrzej Gazdeczka (górnik Zbigniew Rosa)
- Jan Koecher (szatniarz Kalina)
- Tadeusz Jurasz